# 南桑德韋奇海溝

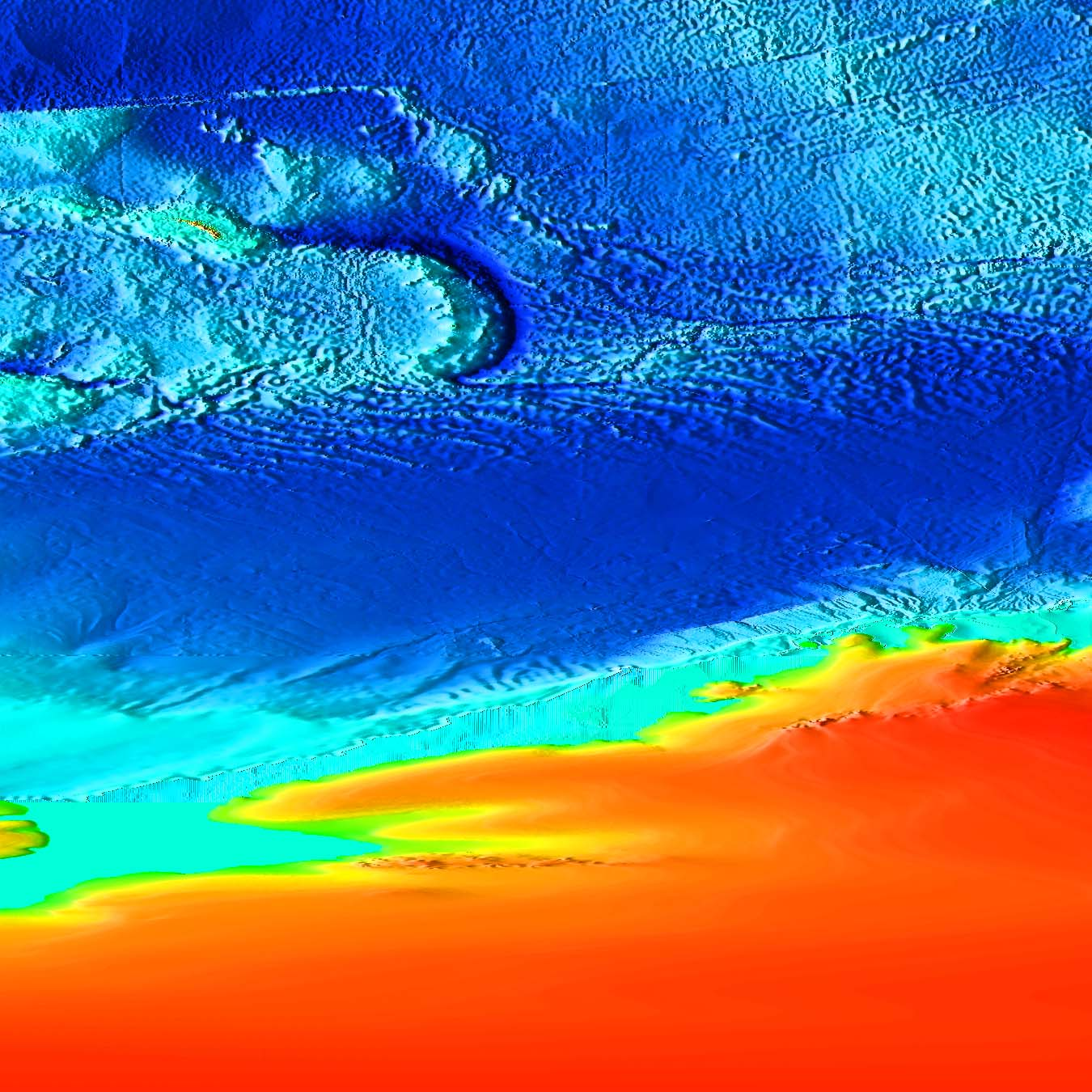
南三明治海溝

南三明治海溝（英語：South Sandwich Trench）為一個在大西洋拱形的深海海溝，位於南三明治群島以東100公里。因為南美洲板塊（South American Plate）的南端隱沒在細小的南三明治板塊下方的關係，形成隱沒帶，從而形成南三明治海溝。南三明治群島擁有一個因為活躍隱沒帶而形成的火山弧（Volcanic arc）。蒙塔古島（Montagu Island）上的貝琳達山（Mount Belinda）正是一個活火山。

## 南大西洋的最深海溝
南三明治海溝為南大西洋的最深海溝，及大西洋第二深海溝，大西洋第一深海溝為波多黎各海溝。
此海溝有965公里長，最深為海平面下8428米。位於55°40′0″S 25°55′0″W / 55.66667°S 25.91667°W，被稱為隕石深處（Meteor Deep）。位於扎沃多夫斯基島（Zavodovski Island）東北122公里。

## 南冰洋最深的地方
南三明治海溝的最南端達南緯60度，進入南冰洋。南三明治海溝因此成為南冰洋最深的地方，位於60°00′0″S 24°0′0″W / 60.00000°S 24.00000°W，水深7235米。